# Юбилейни награди на УЕФА
През 2004 г. УЕФА (Съюзът на европейските футболни федерации) отбелязва своята 50-годишнина и по този повод всяка футболна федерация избира своя футболист №1 за периода 1954–2003. Отличени са 52 футболисти.

## Призьори
- Австрия — Херберт Прохаска
- Азербайджан — Анатолий Банишевский
- Албания — Пано Панайот
- Англия — Боби Мур
- Андора — Колдо
- Армения — Хорен Ованесян
- Беларус — Сергей Алейников
- Белгия — Паул Ван Химст
- Босна и Херцеговина — Сафет Сушич
- България — Христо Стоичков
- Германия — Фриц Валтер
- Грузия — Муртаз Хурцилава
- Гърция — Василис Хаджипанагис
- Дания — Михаел Лаудруп
- Естония — Март Поом
- Израел — Мордехай Шпиглер
- Ирландия — Джони Джайлс
- Исландия — Азгейр Сигурвинсон
- Испания — Алфредо ди Стефано
- Италия — Дино Дзоф
- Казахстан — Сергей Квочкин
- Кипър — Сотирис Каяфас
- Латвия — Александърс Старковс
- Литва — Арминас Нарбековас
- Лихтенщайн — Райнер Хаслер
- Люксембург — Луи Пило
- Северна Македония — Дарко Панчев
- Малта — Кармел Бусутил
- Молдова — Павел Чебану
- Норвегия — Руне Братсет
- Полша — Влоджимеж Любански
- Португалия — Еузебио
- Румъния — Георге Хаджи
- Русия — Лев Яшин
- Сан Марино — Масимо Бонини
- Северна Ирландия — Пат Дженингс
- Словакия — Ян Поплухар
- Словения — Бране Облак
- Сърбия и Черна гора — Драган Джаич
- Турция — Хакан Шюкюр
- Уелс — Джон Чарлс
- Украйна — Олег Блохин
- Унгария — Ференц Пушкаш
- Фарьорски острови — Абрахам Локин
- Финландия — Яри Литманен
- Франция — Жюст Фонтен
- Холандия — Йохан Кройф
- Хърватия — Давор Шукер
- Чехия — Йозеф Масопуст
- Швейцария — Стефан Шапюиза
- Швеция — Хенрик Ларсон
- Шотландия — Денис Лоу